# Solon, Ohio
Solon är en stad (city) i Cuyahoga County i Ohio och en välbärgad förort till Cleveland. Vid 2010 års folkräkning hade Solon 23 348 invånare.